# وولووموولوو
وولووموولوو (به انگلیسی: Woolloomooloo) یک حومه شهر در استرالیا است که در نیو ساوت ولز واقع شده‌است.